# アシアード競技場駅
アシアード競技場駅（アシアードキョンギジャンえき）は、大韓民国仁川広域市西区連喜洞にある仁川交通公社（仁川都市鉄道）2号線の駅である。駅番号はI209。

## 駅構造
相対式ホーム2面2線の地下駅である。

### のりば
| 上り | ●2号線 | 黔岩・黔丹梧柳方面       |
| 下り | ●2号線 | 朱安・仁川市庁・雲宴方面 |

## 駅周辺
- 連喜洞住民センター
- 西仁川税務署
- 仁川西串初等学校
- 西串中学校
- 仁川デザイン高等学校
- 仁川アシアド主競技場方面

## 歴史
- 2015年10月5日：駅名がアシアード競技場駅に確定[1]。
- 2016年7月30日：2号線開通と同時に営業開始[2]。

## 隣の駅
仁川交通公社（仁川都市鉄道）
●2号線
黔バウィ駅 (I208) - アシアード競技場駅 (I209) - 西区庁駅 (I210)